# China Tibetology Research Center

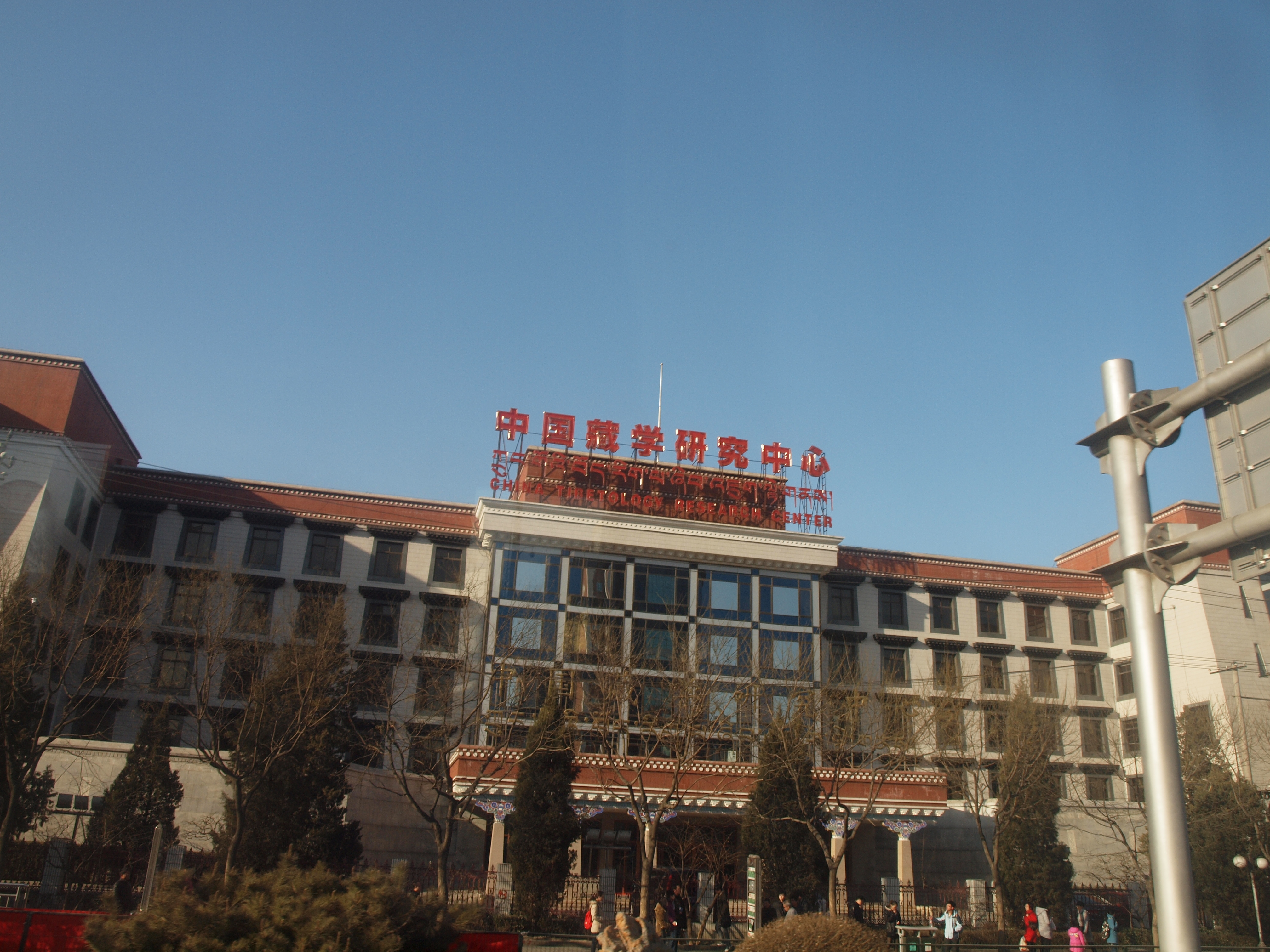
De vestiging van het CTRC in Peking

Het China Tibetology Research Center is een academisch onderzoekscentrum dat gevestigd is in Peking. Het centrum houdt zich bezig met de studie naar tibetologie en de Tibetaanse cultuur. Het instituut werd opgericht op 20 mei 1986. De eerste voorzitter was Dorje Tseten, die tussen 1983 en 1985 voorzitter van het parlement van de Tibetaanse Autonome Regio was.
Het instituut kent vijf verschillende afdelingen, voor Sociale en Economische studies, Geschiedenis, Religie, Hedendaags Tibet en Tibetaanse geneeskunde. Daarnaast stuurt het een drukkerij aan, een echtheidsbureau, de bibliotheek, het Beijing Tibetan Medical Center en de China Tibetology press. Sinds 2010 herbergt het CTRC het Museum van de Tibetaanse cultuur in zijn gebouw.
Het centrum organiseert regelmatig internationale seminars voor Tibetaanse studies. In bijvoorbeeld 2001 kwamen rond 220 geleerden uit veertien landen naar Peking.

## Stellingname tijdens de opstand van 2008
Experts van het door de regering van de Volksrepubliek China opgezette Tibetologie-onderzoeksinstituut schreven tijdens de opstand van 2008 de hoofdartikelen waarin ze Nobelprijs-winnaar voor de vrede en dalai lama, Tenzin Gyatso, en ander leiders zoals van de Tibetaanse regering in ballingschap en de Tibetaanse organisaties in ballingschap kapittelden als de dalai lama-kliek die de onlusten opzettelijk hadden georkestreerd om Tibet van China los te maken en de Olympische Zomerspelen 2008 te saboteren.
Lhagpa Phuntshogs, algemeen directeur van het China Tibetology Research Center, sprak uit dat wanneer de dalai lama zijn claims neerlegde en alle separatistische acties zou stoppen, de deur voor consultatie en dialoog met de centrale regering weer open zouden komen te staan.

## Tibetaanse geschiedenis
Yuan Zhou, directeur van het geschiedenisinstituut van het Centrum, heeft de eindredactie over de Tibet Modern History Series, een werk van meerdere delen waarin hij de Simla-conferentie van 1914 herinterpreteert waar onder andere de McMahon-linie tot stand kwam, zijn visie geeft over de ballingschap van de veertiende dalai lama, Tenzin Gyatso, zijn interpretatie geeft van het werk A modern history of Tibet van Amerikaans tibetoloog Melvyn Goldstein en de reactie (Pänchen lama-controverse) van de dalai lama op de reïncarnatie van de pänchen lama verwerpt.